# أحمد رشدي
أحمد رشدي محمود عيد (29 أكتوبر 1924 - 4 يوليو 2013) من مواليد مدينة بركة السبع محافظة المنوفية هو وزير الداخلية المصري من 1984 حتى 1986. لقب ب«قاهر المخدرات».
هو أول وزير للداخلية ينال احترام الشعب بجميع طوائفه وحارب تجار المخدرات وقاد حملة ناجحة عليهم.
استقال من وزارة الداخلية بعد أحداث الأمن المركزي في مصر 1986 الشهيرة التي تم تدبيرها من قبل قيادات النظام في ذلك الحين امثال صفوت الشريف وزكريا عزمي ورفعت المحجوب وعندما خرج من الوزارة آسف الجميع لخروجه كان خسارة كبيرة للقيم والمبادئ وهو أول من قام بعملية انضباط للشارع، وأجبر قيادات الداخلية على النزول للشارع من أجل راحة وأمن وأمان المواطن المصري. وانتخب عضوا بمجلس الشعب عن دائرة بركة السبع، محافظة المنوفية. يتردد أنه هو الذي اكتشف رأفت الهجان ورشّحه لضباط المخابرات العامة لتجنيده عندما كان جهاز المخابرات يبحث عن شخص له جذور إجرامية ليتمكن من التعامل مع الإسرائيليين.
في فترة الثمانينات، كانت منطقة الباطنية، القاهرة، لها شهرة كبيرة كمركز لتجارة المخدرات في مصر، حيث يقطنها عدد كبير من تجار المخدرات، ويتردد عليها المدمنون، وفي عهد اللواء أحمد رشدي تم القضاء على عدد كبير من التجار بالمنطقة، وعلى لسان أحمد رشدي، قام بحملات مكثفة بعدد كبير من ضباط شرطة بدلا من المخبرين والمرشدين، وقام بحملات تفتيش على أوقات متقاربة، وبعد فترة استطاع أن ينجح في القضاء على تجارة المخدرات بالباطنية، ويقول رشدي مبتسما: بعد خروجي من الوزارة انتشرت شائعة بوجود نوع جديد من المخدرات أطلق عليه التجار «باي باي رشدي».